# تپه فلکان
تپه فلکان مربوط به دورهٔ ساسانیان است و در شهرستان ارومیه، بخش سیلوانه، دهستان مرگور، روستای فلکان واقع شده و این اثر در تاریخ ۲۵ آبان ۱۳۸۷ با شمارهٔ ثبت ۲۳۵۲۷ به‌عنوان یکی از آثار ملی ایران به ثبت رسیده است.